# NGC 2362
NGC 2362 је расејано звездано јато у сазвежђу Велики пас које се налази на NGC листи објеката дубоког неба.
Деклинација објекта је - 24° 57' 15" а ректасцензија 7h 18m 41,4s. Привидна величина (магнитуда) објекта NGC 2362 износи 3,8. NGC 2362 је још познат и под ознакама OCL 633, ESO 492-SC9.